# Нижнекольцов
Нижнекольцов — хутор в Тацинском районе Ростовской области.
Входит в состав Ермаковского сельского поселения.
Население 97 человек.

## География
На хуторе имеются две улицы — Колхозная и Шоссейная.

## Население
| 2010 |
| ---- |
| 89   |